# Elle Smith
Ellen Elizabeth Smith (sinh ngày 20 tháng 6 năm 1998) là một người mẫu, nhà báo và nữ hoàng sắc đẹp đã đăng quang cuộc thi Hoa hậu Hoa Kỳ 2021. Là Hoa hậu Hoa Kỳ, Smith đã đại diện Hoa Kỳ tại cuộc thi Hoa hậu Hoàn vũ 2021 ở Eilat, Israel.

## Tiểu sử
Smith sinh ra ở Springfield, Ohio. Cô tốt nghiệp trường trung học Shawnee vào năm 2016, nơi cô là học sinh xuất sắc tham gia vào dàn hợp xướng, dàn nhạc, bóng chuyền và kịch. Sau đó, Smith chuyển đến Lexington, Kentucky để đăng ký vào Đại học Kentucky, tốt nghiệp với bằng báo chí phát thanh truyền hình và bằng chuyên ngành khoa học chính trị vào năm 2020.
Sau khi hoàn thành bằng cấp của mình, Smith trở thành một phóng viên truyền hình của WHAS-TV ở Louisville, Kentucky, bao phủ miền Nam Indiana trong khu vực đô thị Louisville.

## Cuộc thi sắc đẹp
Smith lần đầu tiên bắt đầu quan tâm đến việc cạnh tranh trong cuộc thi hoa hậu sau khi một trong những người bạn học trung học của cô, Brittany Reid, đăng quang Hoa hậu Thiếu niên Ohio Hoa Kỳ 2013. Tuy nhiên, cuối cùng cô đã không đăng ký tham gia một cuộc thi cho đến tám năm sau, với Hoa hậu Kentucky Hoa Kỳ 2021 là cô cuộc thi đầu tiên. Cô ấy đã đại diện cho Germantown, và tiếp tục giành được danh hiệu.

### Hoa hậu Hoa Kỳ 2021
Với tư cách là Hoa hậu Kentucky Hoa Kỳ, Smith đã nhận được quyền đại diện cho Kentucky tại Hoa hậu Hoa Kỳ 2021. Hoa hậu Hoa Kỳ 2021 cuối cùng đã được tổ chức vào ngày 29 tháng 11 năm 2021, tại Tulsa, Oklahoma. Trong cuộc thi, Smith tiến đến Top 16, và sau đó là Top 8, trước khi được công bố là người chiến thắng của cuộc thi. Sau chiến thắng của cô, Smith trở thành thí sinh thứ hai đến từ Kentucky từng đăng quang Hoa hậu Hoa Kỳ, sau Tara Conner đăng quang Hoa hậu Hoa Kỳ 2006.
Trong phần câu hỏi cuối cùng của Hoa hậu Mỹ, Smith đã được hỏi "Tính bền vững ngày càng trở nên quan trọng hơn trong các cảnh quan chuyên nghiệp. Làm thế nào chúng ta có thể khuyến khích doanh nghiệp có ý thức hơn về môi trường?", cô trả lời:

"Tôi nghĩ chúng ta phải xem xét nó từ cấp độ vĩ mô và cả cấp độ vi mô. Vì vậy, ở cấp độ vĩ mô, các công ty cần chuyển sang sử dụng năng lượng xanh, tôi nghĩ đó là điều mà tất cả chúng ta có thể đồng ý. Ở cấp độ vi mô, tất cả chúng ta đều biết cách giảm thiểu, tái sử dụng và tái chế, và đó là những điều mà chúng ta có thể thực hiện trong cuộc sống hàng ngày của mình."

Với tư cách là Hoa hậu Hoa Kỳ, Smith sẽ đại diện Hoa Kỳ tại Hoa hậu Hoàn vũ 2021. Ngoài cơ hội tranh tài tại Hoa hậu Hoàn vũ, Smith cũng sẽ chuyển đến Los Angeles trong năm cầm quyền của cô.

### Hoa hậu Hoàn vũ 2021
Smith đã đại diện cho Hoa Kỳ tại Hoa hậu Hoàn vũ 2021 và lọt vào top 10.